# Juana de Aizpuru
Juana Domínguez Manso, conocida como Juana de Aizpuru (Valladolid, 22 de agosto de 1933), es una galerista de arte española, pionera del coleccionismo de arte contemporáneo en España y defensora del mismo, que ha desarrollado su labor principalmente en Andalucía y Madrid. 
Fue quien ideó y propuso la celebración de ARCO, la feria de arte contemporáneo más importante a nivel estatal, dirigiéndola desde su creación en 1982 hasta 1986. Presidió la Asociación Española de Galerías de Arte Contemporáneo y es miembro de la Junta Directiva de la Federación Española de Galerías de Arte. En 2003 creó la Bienal Internacional de Arte Contemporáneo de Sevilla (BIACS), siendo su primera directora. 
Es Hija Predilecta de Andalucía, cuenta con la Medalla de Oro al Mérito en las Bellas Artes y es Caballero (sic) de la Orden de las Artes y las Letras de España. Premio a la trayectoria profesional artística, otorgado por la Federación de Galerías de Arte Europeas (FEAGA), en el contexto de la Feria Art Basel 2023, en Suiza. 

## Trayectoria
Juana de Aizpuru nació en Valladolid el 22 de agosto de 1933 en el seno de una familia adinerada y conservadora. Durante su niñez, debido a que su padre decidió abrir un restaurante de lujo en Madrid, se trasladó a vivir a la capital. Sería allí donde comenzó sus estudios superiores en Filosofía y Letras y donde se comenzaría a interesar por el arte. En 1955, con 22 años, contrajo matrimonio con Juan Aizpuru. Este posteriormente sería trasladado a Sevilla por motivos laborales, por lo que Juana de Aizpuru se mudó junto a él. Allí formaría su familia al dar a luz y criar a tres niñas.
Por otro lado, Juana de Aizpuru llevaba una vida acorde a su elevada situación social, lo que sumado a su interés por el mundo artístico hizo que se pudiese involucrar durante su estancia en la capital andaluza en el ambiente artístico de la ciudad. Entró en contacto con diversos círculos artísticos, siendo el más importante el de la Galería Pasarela, además de comenzar a adquirir obras de arte de los artistas más jóvenes de la ciudad.
Por aquel entonces, el centro de referencia de las vanguardias artísticas en Sevilla era la galería Pasarela, que desde su apertura en 1965 fue prácticamente la única institución donde los creadores sevillanos que buscaban abrirse paso dentro del mundo artístico podían darse a conocer.Era un lugar donde se celebraban distintas exposiciones y concursos, siendo todo un punto de referencia para el arte vanguardista sevillano de finales del siglo XX. Debemos tener en cuenta la tradición academicista y pictórica de la ciudad, por lo que no era fácil abrirse paso en el mundo artístico sevillano exponiendo arte contemporáneo.  Finalmente, esta se vio obligada a cerrar sus puertas en 1972 debido a la falta de financiación y de apoyo de las diferentes instituciones.En lo que respecta a la relación de Juana de Aizpuru con la galería, esta se convirtió en colaboradora y compradora habitual de las obras que allí se exponían. Debido a que este era aún un mercado casi inexplorado en la ciudad, era de las pocas coleccionistas de arte contemporáneo de la ciudad y entabló buenas relaciones con los pocos artistas que exponían, como con Carmen Laffón, Teresa Duclós o Luis Gordillo
Debido al cierre de Pasarela, Juana de Aizpuru se vio motivada a abrir su propia galería de arte en el número 10 de la calle Canalejas en 1970 para que los creadores vanguardistas siguiesen teniendo un lugar donde poder vender sus obras.Esta llevaría por nombre Juana de Aizpuru y sería un espacio de promoción de jóvenes artistas que en un futuro no muy lejano serían los abanderados de las últimas tendencias artísticas de la ciudad y del país. Este se convirtió en todo un foco de eventos culturales y artísticos que renovaron la escena cultural sevillana. Muestra de su compromiso e implicación individual con la promoción de nuevos artistas fue la financiación de este proyecto, ya que renegó de toda ayuda externa y abrió la galería con un préstamo bancario a su nombre y con sus propios fondos para así no depender de nadie.
En muy poco tiempo, la galería creada por Juana de Aizpuru adquirió fama y se convirtió en todo un referente a nivel nacional. Esto ayudó a la aceptación por parte de la sociedad sevillana de las nuevas tendencias artísticas. Además, entre 1977 y 1983, realizó una labor de ayuda y mecenazgo a jóvenes artistas andaluces, creando la "Beca Juana de Aizpuru". Esta consistía en la estancia durante un año en la Casa de Velázquez en Madrid y en la entrega de una suma de dinero mensual.
En gran medida, gracias a la labor realizada por Juana de Aizpuru en España se comenzó a valorar el arte contemporáneo que tanta fuerza tenía en el extranjero, ya que hasta entonces apenas había museos que recogiesen este tipo de obras. Ejemplo de ello fue la promoción que le dio a la fotografía, práctica artística totalmente desprestigiada hasta entonces en el país. Para ella era impensable que un país como España de gran tradición artística no abrazase las innovaciones en este ámbito.
A lo largo de los años setenta, Juana de Aizpuru se dedicó a viajar por otras partes del mundo para conocer los círculos artísticos de otras ciudades. Visitó por ejemplo las ferias de arte contemporáneo de Basilea o París. Gracias a verse inmersa durante todo este tiempo en el mundo artístico y el interés que el arte despertó en ella, se comprometió con el arte y los artistas vanguardistas españoles, desviviéndose por situarlos en el panorama artístico internacional. Para que esto sucediese pensó que lo mejor sería crear una feria de arte contemporáneo en España, donde los artistas se podrían dar a conocer internacionalmente y las tendencias extranjeras introducirse en el panorama nacional. Así se concebiría el mercado artístico un continuo intercambio de ideas a escala global, siendo Juana de Aizpuru una pionera de esta idea en España. 
En un primer momento se pensó en Barcelona para la celebración de dicho evento, pero la ciudad condal lo rechazaría. No obstante, sería en 1979 cuando propuso a IFEMA hacer una feria internacional en Madrid. Tras unas negociaciones en Sevilla con Francisco Saunay, director general de IFEMA, y con Adrián Piera, el presidente, la primera edición se realizó en 1982 y se le dio el nombre de ARCO,  Feria Internacional de Arte Contemporáneo de Madrid, celebrándose anualmente. Poco a poco fue reuniendo cada vez a un mayor número de visitantes y a un mayor número de obras, convirtiéndose en cita obligada para coleccionistas y amantes del arte.La fama que acabó adquiriendo esta cita artística acabó haciendo que a Juana de Aizpuru la prensa acabase llamándola Juana de Arco. Desde su creación fue su directora, y bajo su dirección ARCO se convirtió en todo un referente para galerías nacionales e internacionales. Ostentó dicho cargo hasta 1986. Tras su dimisión, fue relevada por Rosina Gómez-Baeza.
Estos años estuvieron cargados de trabajo para ella, ya que debía organizar ARCO y la vez cuidar de su galería sevillana, por lo que estuvo viajando constantemente entre ambas ciudades. En 1983 abrió una nueva galería en Madrid en la calle Barquillo 44, con la que pretendió continuar con su labor de mecenas y promotora de nuevos artistas. Debemos tener en cuenta el contexto en el que se enmarcaba la capital por entonces, durante los años de Transición y de la Movida madrileña. Uno de los objetivos fundamentales para su alcalde, Tierno Galván, era la conversión de Madrid en una ciudad Cosmopolita, por lo que la llegada de iniciativas como las de Juana de Aizpuru eran más que bienvenidas. De esta forma, coleccionista y alcalde trabajaron durante estos años codo con codo para la promoción de ARCO y de todo tipo de actividades culturales.
Por otro lado, en 1991 fue elegida presidenta de la Asociación Española de Galerías de Arte Contemporáneo (actualmente llamado Consorcio de Galerías de Arte Contemporáneo y fundado con el objetivo de conseguir mejoras en las condiciones que se daban dentro del mercado de arte español ) y miembro de la Junta Directiva de la Federación Española de Galerías de Arte.
Volviendo a Andalucía, en 2003 creó la Bienal Internacional de Arte Contemporáneo de Sevilla (BIACS), siendo su primera directora. Sin embargo, este proyecto no tuvo mucho recorrido a pesar del buen recibimiento que tuvo en la ciudad. Su cancelación se debió a la falta de financiación y de respaldo de las diferentes instituciones. Por otra parte, en 2004 cerró su galería sevillana, aunque nunca dejó de lado a la capital hispalense. Se vinculaba abiertamente con la ciudad y, concretamente, con el barrio donde residió en Sevilla. Además, no dejó de realizar proyectos culturales en la ciudad y de enriquecer el patrimonio que esta ya tenía. Por ejemplo, donó 26 piezas al Centro Andaluz de Arte Contemporáneo, hecho bastante inusual ya que Juana de Aizpuru no solía desprenderse de ninguna obra de su colección.En 2011, fue nombrada hija predilecta de Andalucía, destacándose en su nombramiento "Su labor pionera e inconformista rompió innumerables moldes en la España de la época, cargando las paletas de colores nuevos y formas imposibles, dibujando una realidad preñada de libertad y esperanza sobre los grises lienzos de aquellos borrosos años".
A lo largo de los años, Juana de Aizpuru se convirtió en toda una imagen del arte vanguardista español, siendo miembro de comités internacionales o jurado de concursos artísticos. Además, comisarió numerosas exposiciones fuera de sus galerías, de entre las cuales podemos destacar 17 fotógrafos y la moda, 17 artistas-17 autonomías o Andalucinaciones.
Algunos de los artistas que comenzaron sus carreras artísticas con Juana de Aizpuru fueron Miquel Barceló, José Manuel Broto o Ferrán García Sevilla. No obstante, estos no fueron los únicos, ya que también ha trabajado con otros artistas nacionales e internacionales como los artistas Premio Nacional de fotografía y Bellas Artes que otorga el Ministerio de Cultura Español, Cristina García Rodero, Cristina de Middel, Elena Asins, Alberto García Alix... además de Cristina Lucas, Priscila Monge, Montserrat Soto, Tania Bruguera, Pedro Cabrita Reís, Alicia Framis, Jordi Colomer, Pierre Gonnord, Joseph Kosuth, Andrés Serrano, Philipp Fröhlich, etc...con sus artistas participa en las ferias de arte nacionales e internacionales más prestigiosas entre otras muchas Frieze Art Fair  (Londres y New York), Art Basel (Basilea, Suiza), Paris Photo, Art Lima, Estampa, Art Genève, etc.
En noviembre de 2023, a los noventa años, anunció su retirada y el cierre de su galería. El archivo, que incluye todo tipo de materiales de promoción, prensa y documentación diversa, fue vendido al Museo Reina Sofía por cerca de 96.000 euros.

## Premios y reconocimientos
De entre todos los galardones y premios que Juana de Aizpuru ha recibido a lo largo de toda su vida, podemos destacar los siguientes:
- 1973. Galardón de Sevillana del año, otorgado por Radio Sevilla.[4]
- 1988. Premio Dédalo de las Artes, otorgado por el Diario 16.[4]
- 1995. Medalla de Oro a las Bellas Artes de Andalucía.[4]
- 1997. Medalla de Oro al mérito en las Bellas Artes.
- 2008. Caballero de la Orden de las Artes y las Letras.[10][12][13]
- 2011. Hija predilecta de Andalucía.
- 2014. Premio al reconocimiento Arte Contemporáneo, otorgado por la Asociación de Mujeres por las Artes Visuales.[4]
- 2016. Piñón de oro, otorgado por la Casa de Valladolid.[4]
- 2020. Medalla Internacional de las Artes de la Comunidad de Madrid 2020.[14]
- 2022. Premio del certamen By Invitation del Círculo Ecuestre.[15]
- 2024: Premio Madrid Open City Awards, concedido por la asociación Madrid Open City, "por su impulso al arte contemporáneo, a la educación artística y a la celebración de ARCO". [16][17]
- 2024. Medalla de Honor de Madrid, concedida por el Ayuntamiento de Madrid. [18]
- 2024 Premio AD 2024 a las Artes.[19]